# Żydowo (województwo kujawsko-pomorskie)
Żydowo – wieś w Polsce położona w województwie kujawsko-pomorskim, w powiecie włocławskim, w gminie Lubraniec.
W latach 1975–1998 miejscowość należała administracyjnie do województwa włocławskiego. Według Narodowego Spisu Powszechnego (III 2011 r.) liczyła 242 mieszkańców. Jest szóstą co do wielkości miejscowością gminy Lubraniec.
Pierwsza wzmianka o wsi pochodzi z roku 1393. Znajduje się tu eklektyczny dwór z końca XIX w.